# Campsicnemus calcaritarsus
Campsicnemus calcaritarsus är en tvåvingeart som beskrevs av Adachi 1953. Campsicnemus calcaritarsus ingår i släktet Campsicnemus och familjen styltflugor. Inga underarter finns listade i Catalogue of Life.